# عبد العزيز خالد
عبد العزيز خالد أحمد خليفة رجب (ولد في 17 مارس 1997 في المحرق، البحرين) لاعب كرة قدم دولي بحريني يجيد اللعب في مركز المهاجم. يلعب حاليا لصالح الحالة الذي ينافس في الدوري البحريني الممتاز منذ 2021.